# Люксембург на зимних Олимпийских играх 1998
Люксембург принимала участие в Зимних Олимпийских играх 1998 года в Нагано (Япония) в шестой раз за свою историю, но не завоевала ни одной медали. Представлял Люксембург на Играх один спортсмен, Патрик Шмит, мужском одиночном фигурном катании, и занял 29-е место.